# Universität Pamplona (Kolumbien)
Die Universidad de Pamplona ist eine staatliche Universität in Kolumbien.
Sitz ist Pamplona im Departamento Norte de Santander (Nordosten Kolumbiens); weitere Campus gibt es in Cúcuta und Villa del Rosario.

## Geschichte
Die Gründung erfolgte 1960 als Privatinstitution unter der Leitung des Pfarrers José Faría Bermúdez. Im Jahr 1970 wurde sie zu einer öffentlichen Universität per Dekret vom 5. August 1970 und ab 1971 war das kolumbianische Bildungsministerium berechtigt, professionelle Titel zu verleihen.

## Fakultäten
- Geisteswissenschaften
- Agrarwissenschaften
- Grundlagenwissenschaften
- Wirtschaftswissenschaften
- Erziehungswissenschaften
- Ingenieurwesen und Architektur
- Gesundheitswissenschaften